# Бокх II
Бокх II (на старогръцки: Βοκχός; Bokhos) е цар на Мавретания.
Син е на Бокх I, който умира през 49 пр.н.е. В първите години на царуването на Бокх, Мавретания се управлява съвместно от него и от по-малкия му брат Богуд – Бокх управлява земите на царството на изток от река Мулуха, а брат му на запад от нея. Те са врагове на най-консервативната част на римския сенат. През гражданската война на Цезар нахлуват в Нумидия и превземат Цирта (сегашен Константин), столицата на царството на Юба, което кара Юба да се откаже от идеята да се присъедини към Метел Сципион срещу Юлий Цезар. В края на войната Цезар дава на Бокх част от територията на Нумидия.
Дион Касий казва, че Бокх изпраща своя син на помощ на Секст Помпей в Испания, докато Богуд се бие на страната на Цезар. След смъртта на Цезар, Бокх подкрепя Октавиан, а Богуд – Марк Антоний. Докато Богуд е в Испания, Бокх си присвоява цялата територия на брат си и е потвърден като единствен владетел от Октавиан.
След смъртта на Бокх II през 33 пр.н.е. Нумидия става римска провинция.